# Kalibrierzentrum der Bundeswehr
Das Kalibrierzentrum der Bundeswehr (KalZBw) ist eine ortsfeste logistische Materialerhaltungseinrichtung der Streitkräftebasis der Bundeswehr in der Bleiberg-Kaserne in Mechernich (Nordrhein-Westfalen). Die militärische Dienststelle ist dem Logistikzentrum der Bundeswehr unterstellt und hat 112 Beschäftigte.

## Auftrag
Auftrag des Zentrums ist die Einstellung und Nachjustierung von Wehrmaterial. Jährlich werden 50.000 Kalibrierungen an 5000 verschiedenen Mess- und Prüfmitteltypen durchgeführt.

## Gliederung
Das Kalibrierzentrum der Bundeswehr gliedert sich in:
- Kalibrierabteilung I
- Regionallabor I (Mechernich)
- Regionallabor II (Schortens)
- Regionallabor III (Kiel)
- Regionallabor IV (Cottbus)
- Regionallabor V (Kleinaitingen)
- Kalibrierlabor SpezWaSys
- Kalibrierlabor Normale
- Kalibrierzentrum der Bundeswehr Abteilung III

## Geschichte
Das Kalibrierzentrum der Bundeswehr wurde 1968 als Luftwaffenwerft 26 (LwWerft 26) in Wunstorf (Fliegerhorst Wunstorf) als Kalibrierzentrale der Luftwaffe aufgestellt. und 1970 nach Mechernich verlegt. Zum 1. Oktober 1971 erfolgte die Umbenennung in Luftwaffenwerft 84 (LwWerft 84), die dem Luftwaffenversorgungsregiment 8 in Mechernich unterstellt war. 2002 erfolgte der Unterstellungswechsel unter das Logistikregiment 47 in Dornstadt. Zum 1. April 2008 erfolgte die Umgliederung und Umbenennung zum heutigen Kalibrierzentrum der Bundeswehr und 2012 der Unterstellungswechsel zum Bereich ortsfeste logistische Einrichtungen des Logistikzentrums der Bundeswehr. Seit dem 1. April 2021 ist das Zentrum dem Logistikzentrum der Bundeswehr direkt unterstellt.
Vom 1. Juli 2016 bis zum 30. September 2018 existierte  das Regionallabor VI auf der Holloman Air Force Base in New Mexico/Vereinigte Staaten.
Anfang April 2019 wechselte die Führung des Kalibrierzentrums von Oberstleutnant Jörg Hartmann an Oberstleutnant Lars Rißmann.